# Cal Xel (Cercs)
Cal Xel és una obra del municipi de Cercs (Berguedà) inclosa en l'Inventari del Patrimoni Arquitectònic de Catalunya.

## Descripció
Es tracta d'un edifici originari de dues plantes, en l'actualitat convertides en planta baixa i una planta. La construcció és disposada en un pla allargat horitzontal amb dues portes d'accés. La principal és en un extrem del rectangle que forma la planta, i l'altra és en un dels frontals de façana més llargs. La teulada és a doble vessant i carener paral·lel a la façana més llarga. Té un cos d'edificació afegit en un extrem i conserva en bon estat una pallissa amb porxos originals a l'altra. Les obertures són força grans i ben distribuïdes, conservant elements decoratius de les mateixes en forja i fusta tornejada. L'aparell és completament arrebossat amb textura i material ben integrat. Contrafort de suport en un dels laterals.

## Història
Fou restaurada totalment, conserva l'estructura original que permet situar la construcció ja en ple segle xix. Va estar habitada regularment fins fa pocs anys en què va ser modificada i arreglada com a edifici de segona residència.